# Sebeschski rajon
Der Sebeschski rajon (russisch Себежский район) in der Oblast Pskow, Russland, befindet sich im äußersten Westen des Landes an der Grenze zu Lettland und Belarus. Verwaltungszentrum ist die Stadt Sebesch.

## Geographie
Das Gebiet des Rajons grenzt im Norden an die Rajons Krasnogorodski und Opotschezki, im Osten an die Rajons Pustoschkinski und Newelski, im Westen an Lettland und im Süden an Belarus. Die größten Flüsse sind Idriza, Tscherneja, Konopljastik, Dosma und Issa.

## Geschichte
Der Rajon wurde am 1. August 1927 gegründet.

## Verkehr
Durch den Rajon führt die Europastraße 22, in Russland auf dem Abschnitt zwischen lettischer Grenze und Moskau als M9 Baltija genannt.